# Leptotarsus (Phymatopsis) brevipalpis
Leptotarsus (Phymatopsis) brevipalpis is een tweevleugelige uit de familie langpootmuggen (Tipulidae). De soort komt voor in het Australaziatisch gebied.